# 竊聽器事件 (1961年)
竊聽器事件，又稱爲「祕密錄音事件」，是一宗發生於1961年的中華人民共和國政治事件，起因是時任中國共產黨中央委員會主席毛澤東在專列上發現了隱祕的錄音裝置。時任中國共產黨中央辦公廳主任楊尚昆受到此事波及，向毛澤東作出檢討。直接關係者機要室主任葉子龍、副主任康一民等則受到行政處分。1966年文化大革命開始後，楊尚昆因竊聽器事件而受到監禁，直到1978年才獲釋。

## 過程
1961年，毛澤東專列上一名工作人員無意中向毛的一名服務員透露他知道毛剛才和服務員的談話內容。隨後毛澤東得知此事。對專列檢查後，發現列車上裝有錄音設備和監聽員。毛澤東對此事十分憤怒。
記錄表明，對毛澤東的錄音開始於1958年，最早由時任機要室主任葉子龍向中共中央辦公廳主任楊尚昆提議。葉子龍稱要用高科技手段，「尽量把毛泽东的话一字不漏地记下来」，得到楊尚昆的許可。
竊聽器事件發生後，當時在外地調研的楊尚昆因與設置錄音設備有關而被召回北京「說明問題」。

## 結局及餘波
因爲竊聽器事件，楊尚昆受到波及，向毛澤東做出檢討。與此事直接相關的時任機要室主任葉子龍、副主任康一民等則受到了行政處分。1965年，楊尚昆因竊聽器事件被調離北京，改任廣東省委書記處書記，之後又被降爲副地委書記。1966年文化大革命開始後，楊尚昆又被「監護審查」，直到1978年中共十一屆三中全會後才平反獲釋。
在文革中，江青曾數次以竊聽毛澤東和她本人爲理由，將中國大陸各地的公安機關官員逮捕入獄。